# 克勒貝爾河岸猶太會堂

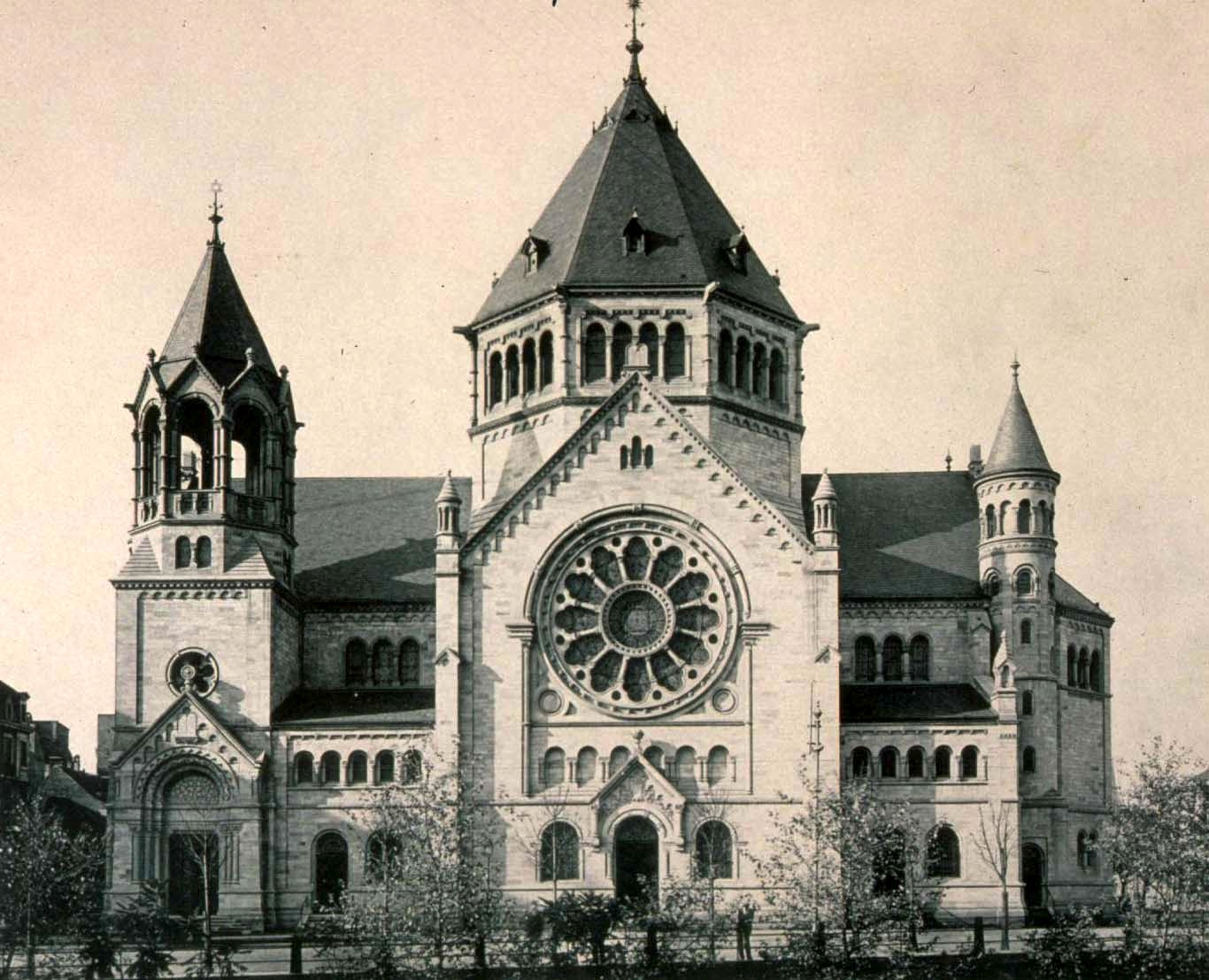

克勒貝爾河岸猶太會堂（德語：Synagoge am Kleberstaden），又名新猶太會堂（Neue Synagoge），是法國城市斯特拉斯堡的一座已不存在的猶太會堂。這座猶太會堂修建於斯特拉斯堡被德意志帝國統治的時期，在1940年被納粹政權拆除。

## 外部連結
- La Synagogue Consistoriale du quai Kléber De la pose de la première pierre à sa destruction (1896-1940) （页面存档备份，存于） （法語）
- La Synagogue du quai Kléber un livre de Jean Daltroff （页面存档备份，存于） （法語）
- Ancienne Synagogue - 2 Quai Kléber[] （法語）